# Vall-de-roures
Vall-de-roures (en castellà i oficialment, Valderrobres) és una vila i municipi d'Aragó de parla catalana situat a la Franja de Ponent, capital de la comarca del Matarranya, dins la província de Terol.

## Geografia
Està situat en un tossal, i als seus peus passa el riu Matarranya. Entornejat d'altes muntanyes i de pinedes. Una d'estes elevacions és Penya Aznar o La caixa, en forma de taula. D'entre els elements que defineixen lo paisatge de Vall-de-roures, pocs són tan característics com esta roca amb forma d'antiga caixa de cabals, visible des de quasi qualsevol punt del territori.
La història que hi és associada és sorprenentment antiga. Les restes trobades a dalt, diuen que ja era coneguda en los temps dels ibers, però la seua importància com a element definitori comença en los temps de la dominació musulmana, quan algunes fonts comencen a associar-la amb lo Comte Aznar Galindo, fundador del comtat d'Aragó. Segons pareix, ell mateix, o més probablement algun dels seus continuadors, prengué "La caixa" com a punt estratègic des del qual dirigir els seus atacs a les posicions musulmanes.
Des de llavors serà coneguda com a penya d'Aznar Lagaya, sent est últim una deformació del vocable medieval que definia precisament una caixa.
Acabada la reconquista, Alfons II d'Aragó, en lo seu document de donació a l'arquebisbat de Saragossa, anomena la vall en què hui es troba Vall-de-roures "Vall de la penya Aznar lagaia" definint-la amb tot lo territori.
En los segles posteriors, La Caixa ha anat acumulant llegendes i històries i ha sigut des de refugi de pastors fins objecte de culte pagà, i ha arribat fins al present sent lo millor testimoni de les arrels més antigues de Vall-de-roures.

## Monuments i llocs d'interès

### Pont i Portal de Sant Roc
S'entra al nucli antic per un pont gòtic sobre el Matarranya. La construcció del pont pareix ser associada a la de les seues muralles, de manera que podríem datar l'inici de les obres per a construir-lo entorn de 1390, amb la petició que l'arquebisbe Garcia Fernàndez d'Heredia fa davant de Joan I d'Aragó per a construir estes fortificacions. Fora molt més difícil afirmar amb seguretat la data de la seua conclusió, segurament a començament del segle xv i essent Vall-de-roures davall la prelatura de Dalmau de Mur, responsable també de les plantes més altes del nostre castell.
Se tracta d'un pont completament medieval, de quatre forats, extremadament sòlid i proveït de tallamars en forma de falca pensats per a protegir-lo de fortes riuades i evitar l'acumulació de troncs. En lo segle xvi s'instal·la sobre el seu últim tram l'ajuntament, modificant per tant l'aspecte del pont en lo seu tram final en connectar-se amb la plaça.
Lo pont travessa l'antiga porta principal d'accés al recinte murallat. A final del segle xvi este portal va ser consagrat a Sant Roc, protector davant de les epidèmies i patró de la població, hui en dia un dels portals millor conservats de tot lo conjunt.

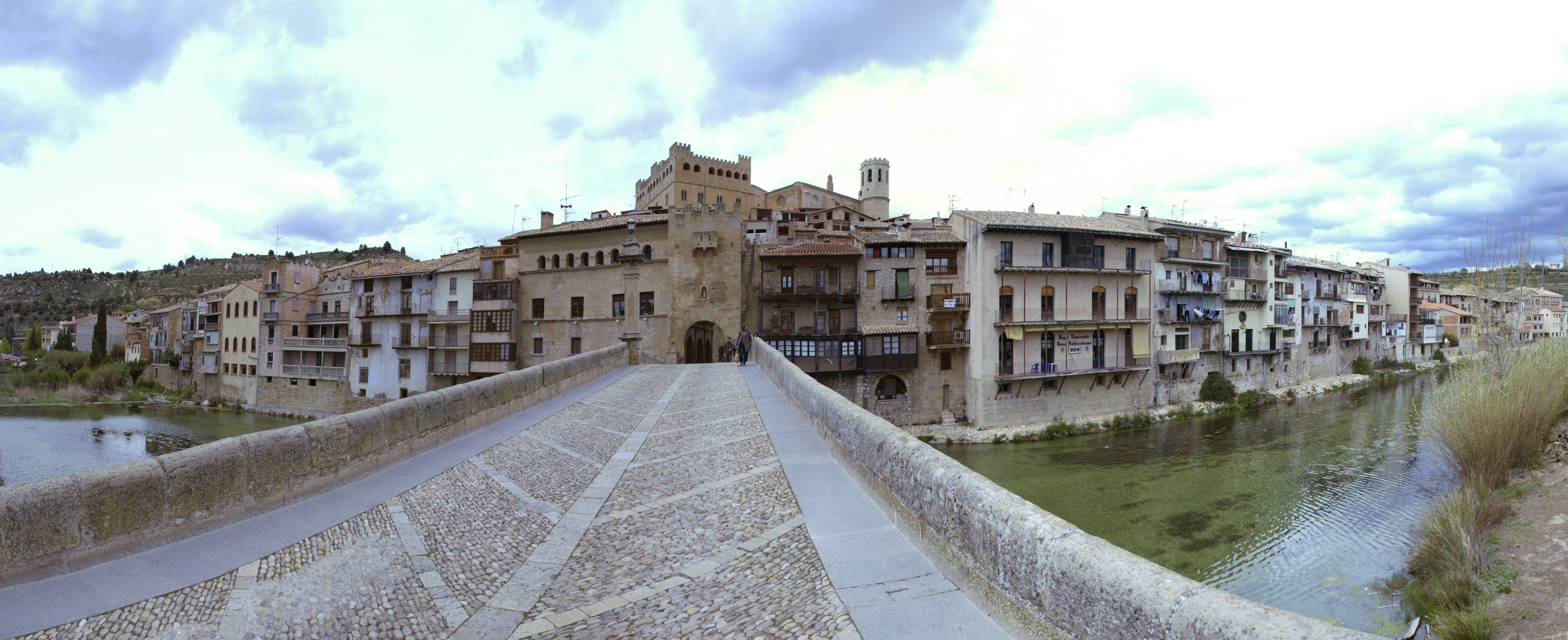
Panoràmica de Vall-de-roures des del pont sobre el riu Matarranya, amb vista al portal de Sant Roc. Al fons, l'església de Santa Maria la Major i el castell.

Vall-de-roures, Casa dels Mols, o Fonda de la Plaça

### Casa dels Mols
És de final del gòtic, amb la clàssica lògia aragonesa (galeria exterior, ensostrada i coberta per davant) en la part alta.

### Ajuntament
Lo segle xvi va ser una època de canvis en tot Europa. Les velles estructures de poder començaven a trontollar i nous corrents artístics aportaven formes diferents de construir i d'interpretar el món.
En Vall-de-roures estes noves tendències se van cristal·litzar en la construcció de l'ajuntament. Símbol del progressiu augment de poder de la burgesia i els seus consells en detriment del poder de l'arquebisbat representat pel castell.

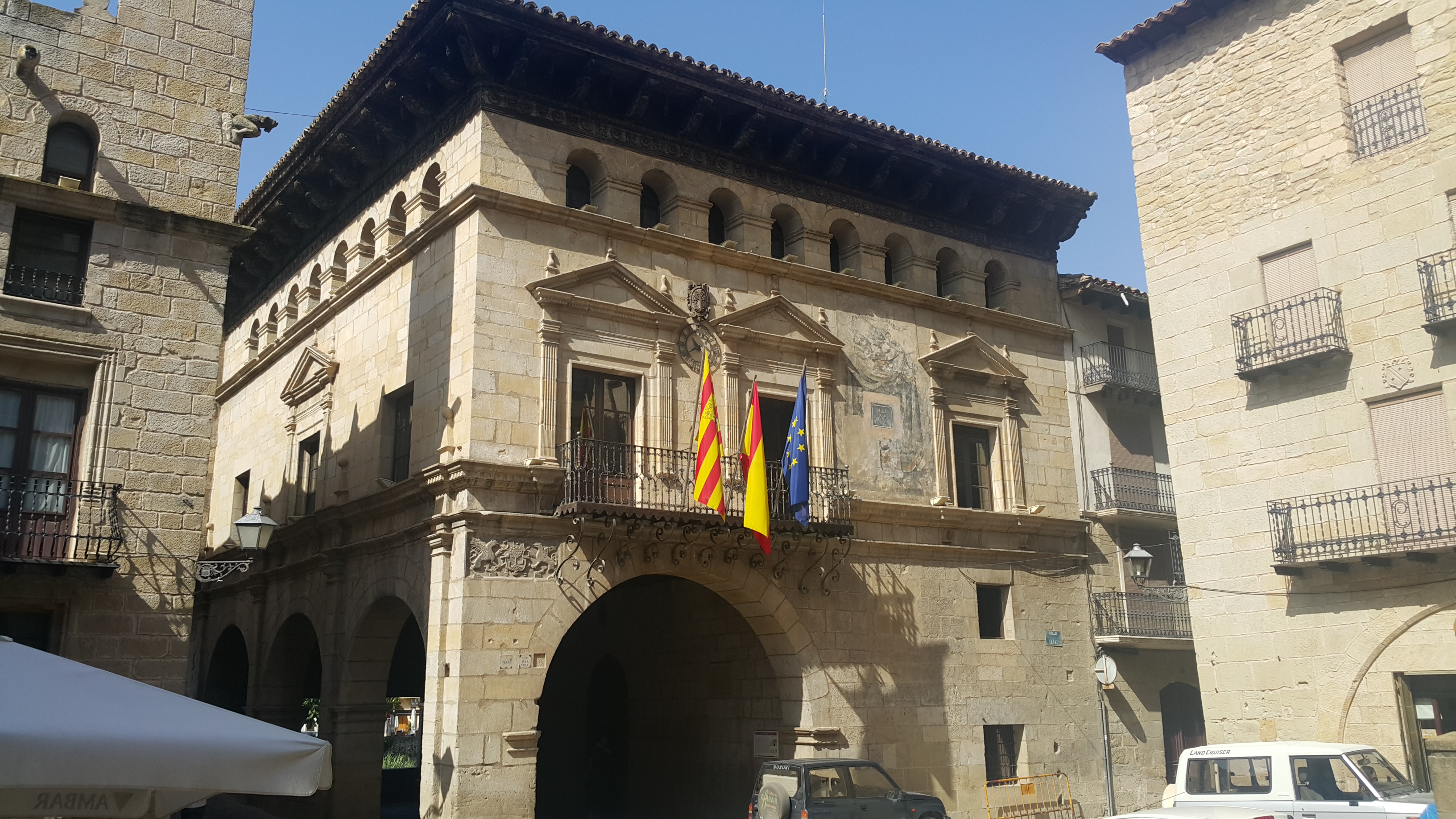
Ajuntament de Vall-de-roures

Se tracta d'un edifici inspirat en la casa consistorial d'Alcanyís, encara que ací s'afegiria una llotja amb finalitats comercials a més dels administratius i judicials que ja posseïa de per si l'edifici. Se construïx davall les ordes del mestre Antoni de Champanach dins de l'estil manierista i s'acaba en 1599, data que apareix esculpida en l'escut de la façana. L'escut té la peculiaritat d'aportar per primera vegada les figures de dos grius, un mascle i una femella, al tradicional escut del roure que ja simbolitzava Vall-de-roures des del segle xiii.
En 1847 s'encarrega al pintor Jerònim Palau decorar la façana amb una pintura al·legòrica i en lo qual fins i tot hui malgrat lo deteriorament s'hi poden llegir les paraules "pau", "unió" i "llibertat".
Lo 1929 l'ajuntament de Vall-de-roures va ser reproduït en lo Poble Espanyol de Barcelona. Des de llavors ha tingut diverses restauracions i reformes internes que han fet possible que a dia d'hui romanga el centre neuràlgic de l'administració local i la casa de tots los habitants de Vall-de-roures.

### Palau
Malgrat ser un dels edificis més antics de Vall-de-roures, esta imponent construcció situada al peu del castell és també un dels que més ha sigut transformat pel pas del temps.
Els primers documents que el mencionen daten del segle xvi, però és molt possible que estiguera en peu des de la primeria del XV.
La seua funció original era la de servir com a seu per a la recaptació d'impostos i era, igual que el castell, propietat de l'arquebisbe de Saragossa. Esta relació amb lo castell va donar lloc a certes peculiaritats en la seua construcció, com lo fer que la planta baixa siga adossada a la muntanya i tinga un túnel de comunicació, segurament secret, per a arribar-hi.
En lo mateix edifici que el "palau" encara que probablement diferenciats, s'hi trobava l'antic hospital. Una mena d'alberg per a pobres propietat de l'església que va estar funcionant en estes dependències des del segle xvi fins al XIX, quan per causa de la desamortització passa a les mans de l'ajuntament i perdé progressivament la dita funció.
Amb lo pas del temps i ja entrat lo segle xx, la funció de l'edifici seria la d'albergar les escoles municipals, la qual cosa es mantindria durant diverses dècades, i quedà després com a magatzem municipal. Hui en dia el que va ser l'edifici d'"el palau" és en bona part propietat privada, la part de propietat municipal és a l'espera d'albergar projectes d'interès comunitari

### Castell-palau

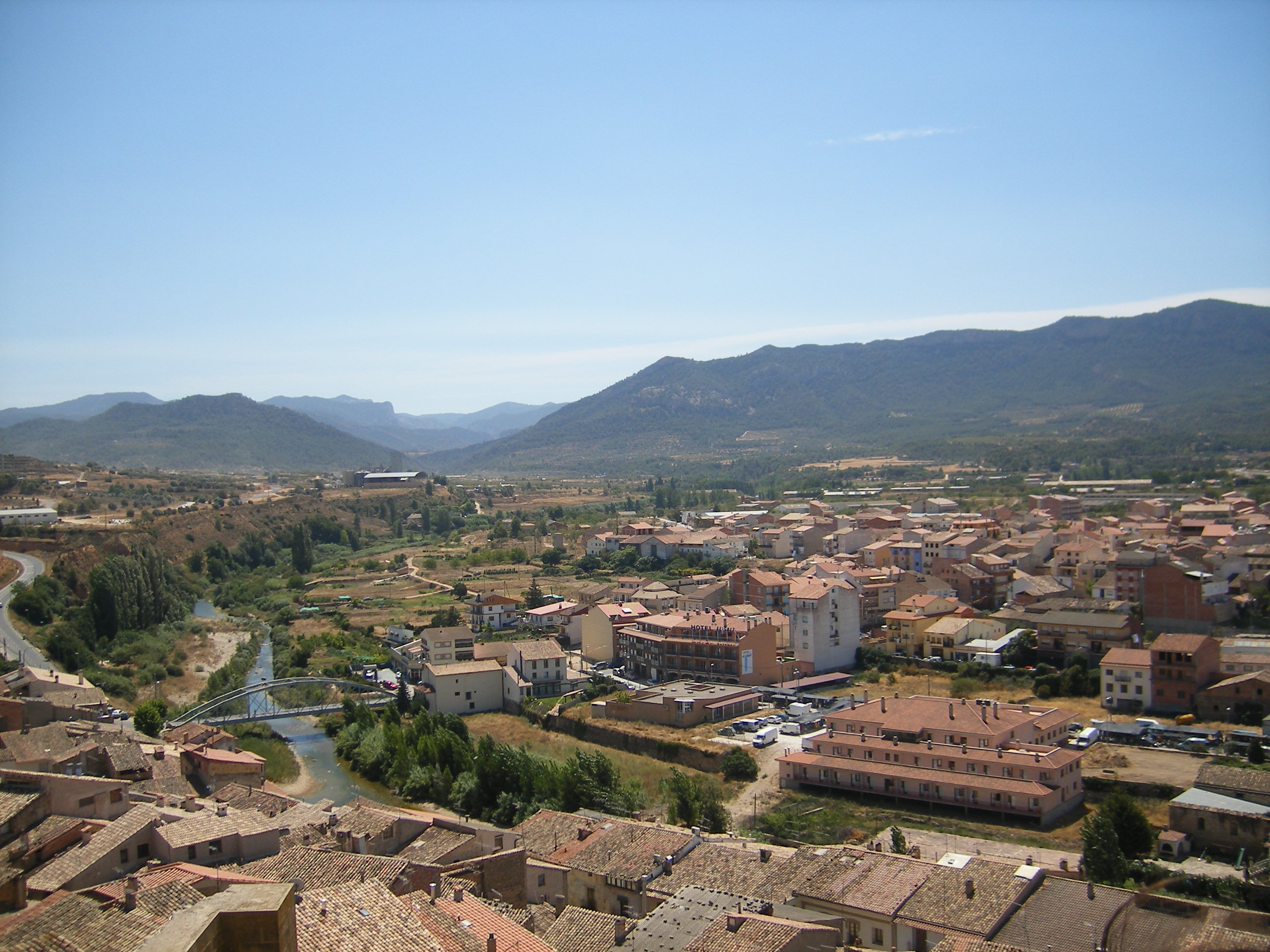
Vista de Vall-de-roures des del seu castell-palau

L'origen del castell és incert. Les teories més recents ens porten fins a final del segle xii, però no és gens inhabitual la idea que siga molt més antic. L'única certesa és que està construït al voltant d'una roca natural (lo cim de la qual fins i tot pot veure's en la seua segona planta) fortificada per a servir com a element defensiu, bé pels cristians en lo procés de reconquesta o per alguna de les cultures precristianes que van habitar estes terres.
A la fi del segle xiv, l'arquebisbe Garcia Fernández de Heredia comença la transformació del castell defensiu en un palau episcopal. Reconstrueix i amplia la planta baixa, la primera planta i deixa el seu segell personal en los nombrosos escuts heràldics que es troben en les seues estades. Garcia mor en 1411, però la seua tasca és continuada pels seus successors en lo càrrec i molt especialment per Dalmau de Mur, responsable de la reconstrucció de la segona planta i part alta del castell.
Fins a final del segle xvii los arquebisbes de Saragossa van continuar de ser els Senyors del castell, començà després un progressiu abandonament i ruïna que el deixaria en un estat lamentable. En 1931 és declarat monument nacional, però les actuacions per a la seua reconstrucció no començarien fins a 1977, i especialment fins als anys 1982 i 1983, quan se recuperen voltes i sòls de bona part de l'antic palau.
Hui el castell de Vall-de-roures continua a enyorar la seua antiga esplendor, havent-se convertit en un espai per a la cultura on hi tenen lloc exposicions, congressos, actuacions de música i que mira al futur recordant lo seu llarg passat.

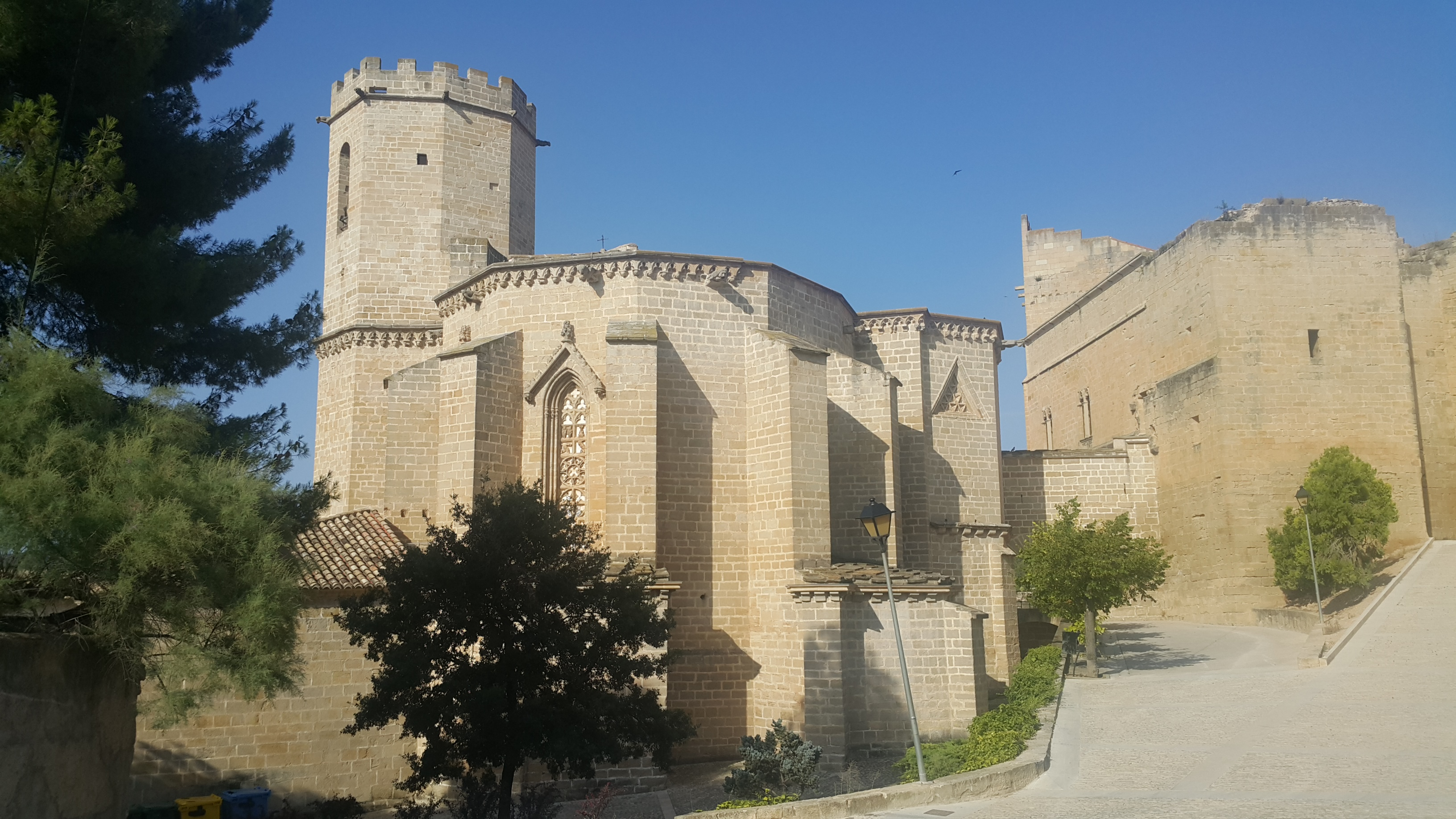
Església de Santa Maria la Major.

### Església de Santa Maria la Major
L'església, situada al costat del castell-palau, és un exemple de Gòtic llevantí de la província de Terol. Va començar la seua construcció en la segona meitat del segle xiv per l'arquebisbe Pedro Lope de Luna, alçant este l'absis i els dos primers trams del temple.
Amb l'arribada de Garcia Fernández de Heredia a l'arquebisbat se conclou lo tercer tram i el campanar, de construcció lleugerament posterior a l'edifici central, amb una randa perfecta entre el castell i l'església. Posteriorment, en lo segle xviii s'afegí una nova construcció, la sagristia encaixada junt amb l'absis del temple.
Lo segle xix va veure un dels moments més foscos de l'església quan en 1877, lo rector i els feligresos, després de veure com les seues peticions per a la reparació són ignorades, se veuen obligats a enderrocar la teulada del tercer tram, per constituir un seriós perill d'enderroc. Amb la pedra caiguda alcen un mur que deixa aïllada la part derruïda i que fins hui continua de tallar l'església sense que cap dels seus intents de restauració haja prosperat fins ara.
També la guerra civil va causar estralls en lo temple destruint-ne el retaule renaixentista i causant seriosos danys a la decoració exterior, damnatges parcialment esmenats en 1966, quan una restauració popular del temple li tornà l'aspecte gòtic original, eliminant una gran part de la decoració posterior.
L'església de Santa Maria la Major s'ha utilitzat fins a gairebé l'estiu de l'any 2007, moment en lo qual s'engegà un procés de restauració que encara no s'ha acabat.

## Celebracions
A Vall-de-roures se celebra la matança del porc cada any. Hi ha Fires a principi de maig i de setembre.
La "Setmana Santa de Valderrobres" se celebra de la mateixa manera que es fa a l'anomenada "Ruta de tambor y Bombo". Cada Dijous Sant, al migdia es fa "La rompida del Silencio" a la Plaça d'Espanya (davant l'ajuntament) i al vespre la "Procesión del Santo Entierro".
La festa major es fa els dies 15 i 16 d'agost en honor de Sant Roc. Les festes duren una setmana i acaben amb la Romeria a Los Santos.

## Personatges il·lustres
- Elvira de Hidalgo, soprano.